# آدامز (کالیفرنیا)
آدامز (به انگلیسی: Adams) یک منطقه مسکونی در ایالات متحده آمریکا است که در کالیفرنیا واقع شده‌است.

## خصوصیات
آدامز ۸۵۸ متر بالاتر از سطح دریا قرار دارد.